# Akkuş (district)
Akkuş is een Turks district in de provincie Ordu en telt 33.059 inwoners (2007). Het district heeft een oppervlakte van 763,2 km². Hoofdplaats is Akkuş.
De bevolkingsontwikkeling van het district is weergegeven in onderstaande tabel.
| 1997   | 2000   | 2007   |
| ------ | ------ | ------ |
| 51.568 | 49.799 | 33.059 |